# Воспоминания в Царском Селе
«Воспомина́ния в Ца́рском Селе́» («Навис покров угрюмой нощи…») — стихотворение 15-летнего Пушкина, известное не столько своим содержанием, сколько одобрением Гавриила Державина.

## Содержание
Стихотворение несёт черты как элегии, так и оды. Лирический герой созерцает памятники Царского Села: Чесменскую колонну в память о победе русского флота над турками в 1770 году, обелиск в честь победы армии Румянцева над турками при Кагуле в 1770 году — и вспоминает славных полководцев екатерининской эпохи, их победы и поэтов, которые их воспевали.
Затем герой думает о новом веке, новой военной грозе, потрясшей Россию: вторжение Наполеона в Россию, неотвратимое движение всесокрушающей французской армии, на пути которой встаёт русская, битва при Бородино, сгоревшая Москва, изгнание французов и покорение Парижа, причём вместо мщенья за Москву Россия несёт Франции и всей Европе мир. Стихотворение заканчивается обращением к поэту нового времени — «скальду России» Жуковскому — с призывом воспеть новые победы.
В стихотворении отчётливо заявлена высокая роль поэта в обществе: каждой эпохе нужны не только полководцы и ратники, но и поэты, которые вдохновляют героев на подвиги.

## История создания
«Воспоминания в Царском Селе» были написаны в октябре — ноябре 1814 года для чтения на публичном экзамене при переходе с младшего трёхлетнего курса Царскосельского лицея на старший. Когда стало известно, что на экзамене будет присутствовать Державин, учитель словесности Галич предложил 15-летнему Пушкину, уже регулярно публиковавшему свою лирику, написать достойное такого события стихотворение. За несколько дней до экзамена министр просвещения Алексей Разумовский потребовал, чтобы при нём провели «репетицию». Тогда-то Пушкин впервые продекламировал «Воспоминания в Царском Селе».

## Экзамен
Экзамен состоялся 8 января (21 января) 1815 года. Державин был уже очень стар. Экзамены шли долго, и поэт утомился. Он оживился, когда начался экзамен по русской словесности. Все лицеисты читали, разбирали и хвалили державинские стихотворения. Старик внимательно и с удовольствием слушал. Затем вышел Пушкин. Позднее он вспоминал:

Я прочёл мои «Воспоминания в Царском Селе», стоя в двух шагах от Державина. Я не в силах описать состояния души моей: когда дошёл я до стиха, где упоминаю имя Державина, голос мой отроческий зазвенел, а сердце забилось с упоительным восторгом…

Не помню, как я кончил своё чтение, не помню, куда убежал. Державин был в восхищении; он меня требовал, и хотел меня обнять… Меня искали, но не нашли…
«Я не умер, — воскликнул Державин. — Вот, кто заменит Державина!».
На последовавшем за экзаменом парадном обеде Разумовский, довольный впечатлением произведённым на гостей молодым поэтом, сказал отцу Пушкина: «Я бы желал, однако же, образовать сына вашего в прозе…» На что Державин ответил: «Оставьте его поэтом».

## Судьба стихотворения
По просьбе Державина Пушкин послал ему список «Воспоминаний в Царском Селе», второй список попал в руки дяди молодого поэта Василия Львовича и через него стал известен многим поэтам и писателям того времени.
«Воспоминания в Царском Селе» были опубликованы 17 апреля 1815 года в журнале «Российский музеум, или Журнал европейских новостей», став первым стихотворением, напечатанным с полной подписью поэта.
Подготавливая в 1819 году к печати первый сборник своих стихов (не осуществлённый тогда), Пушкин переработал текст стихотворения, освободив его от похвал Александру I (как спасителю Европы).
В 1825 году стихотворение было включено по желанию Пушкина в рукопись его сборника, посланного в цензуру; однако в вышедшей книге его не оказалось. Возможно, цензор обратил внимание на отсутствие строфы, посвященной царю: стихотворение было хорошо известно в первоначальном виде, так как именно в этой первой редакции печаталось в «Собрании образцовых русских сочинений и переводов в стихах» (1817 и 1823).
В 1829 году Пушкин написал одноименное стихотворение: «Воспоминания в Царском Селе» («Воспоминаньями смущенный…»). Эти два стихотворения часто путают.

## Значение события
Уже на современников сцена, когда патриарх литературы (Державин умер через год) благословил 15-летнего лицеиста в свои преемники, произвела большое впечатление. В дальнейшем, когда раскрылся гений Пушкина, событие приобрело вид символической передачи творческой эстафеты от первого поэта XVIII века первому поэту XIX века.
Одобрение Державина произвело огромное влияние и на самого Пушкина. Он неоднократно возвращался к нему в своих произведениях, а во II строфе восьмой главы «Евгения Онегина» сказал своё знаменитое:

Старик Державин нас заметил,

И, в гроб сходя, благословил.
Эта фраза стала крылатой в значении символической передачи традиции от представителя старшего поколения его молодому коллеге.